# NGC 147

NGC 147

إن جي سي 147 المعروفة أيضا باسم DDO3 أو كالدويل 17 مجرة قزمة كروية شبه إهليجية عضو في المجموعة المحلية. تقع على بعد 2.58 مليون سنة ضوئية  في اتجاه كوكبة ذات الكرسي.المجرة إن جي سي 147 مجرة قمرية تابعة لمجرة المرأة المسلسلة وتدور حولها . وتشكل زوجا مع المجرة المجاورة إن جي سي 185  إن جي سي 147 تدور في فلك مجرة المرأة المسلسلة . اكتشفت المجرة إن جي سي 147 من قبل جون هيرشيل في سبتمبر 1829
بصريا وعلى حد سواء فكلا المجرتين خافتة والمجرة إن جي سي 147 أكبر قليلا من إن جي سي 185 (ولها سطوع ظاهري أقل بكثير) . وهذا يعني أنه من الصعب أن نرى المجرة إن جي سي 147 بواسطة تلسكوبات صغيرة، على عكس المجرة إن جي سي 185.
تم تأكيد عضوية إن جي سي 147 إلى المجموعة المحلية التي تنتمي اليها مجرتنا درب التبانة من قبل الفلكي الألماني والتر باد في عام 1944 ، عندما كان قادرا على التفريق بين هذة المجرة والنجوم الفردية القريبة منها باستخدام تلسكوب 100 بوصة (2.5 متر) في مرصد جبل ويلسون بالقرب من مدينة لوس انجلس

## اقرأ أيضاً
- كوكبة ذات الكرسي
- ذات الكرسي أ
- مرصد جبل ويلسون
- قائمة مجرات المجموعة المحلية